# Protomyces kemneri
Protomyces kemneri är en svampart som tillhör divisionen sporsäcksvampar, och som beskrevs av (Karl Magnus) Theodor Lindfors. Protomyces kemneri ingår i släktet Protomyces, och familjen Protomycetaceae. Det är osäkert om arten förekommer i Sverige.